# Anabel Medina
Ana Isabel Medina Garrigues (Torrente, Valencia, 31 de julio de 1982), más conocida como Anabel Medina, es una extenista y entrenadora española, que compitió en el circuito profesional desde 1998 hasta 2014. Obtuvo sus mejores clasificaciones en la WTA cuando se situó la número 16 del mundo en individuales el 4 de mayo de 2009,  y la número 3 en dobles el 10 de noviembre de 2008 a raíz de su participación en el Máster celebrado en Doha.
Fue la organizadora del torneo de BBVA open internacional de valencia 2 años seguidos
La tenista valenciana ha ganado varios títulos del circuito challenger y del circuito profesional WTA, tanto en individuales como en dobles.
Participó representando a España en los Juegos Olímpicos de Pekín 2008, obteniendo la medalla de plata en el torneo de dobles femenino junto a Virginia Ruano.
En 2009 fue candidata a mejor deportista 2008 en la II Edición de los premios Nostresport.
En 2013 gana para España la Copa Hopman, oficioso campeonato del mundo por países de parejas mixtas, que se disputa anualmente en la ciudad australiana de Perth, Australia Occidental. Ganó tres de sus cuatro partidos individuales, el último y decisivo a Ana Ivanović. Además ganó en compañía de Fernando Verdasco los cuatro partidos de dobles mixtos.
En mayo de 2014, después de caer en la fase previa de Roland Garros, anunció su retirada del circuito individual, siguiendo activa en la competición de dobles.
Tras su retirada, comenzó su carrera como entrenadora. En 2017 hizo campeona de Roland Garros a Jeļena Ostapenko.
En 2017 fue designada capitana de la Copa Federación de Tenis por un periodo de dos años.
En noviembre de 2024 anuncia que deja se ser capitana de la selección española de tenis. 
En enero de 2025 anuncia que empezará a trabajar como entrenadora de la tenista rusa Alina Korneeva. 

## Títulos WTA (39; 11+28)

### Individuales (11)
| Leyenda: Antes de 2009     | Leyenda: A partir de 2009 |
| -------------------------- | ------------------------- |
| Grand Slam (0)             |                           |
| WTA Tour Championships (0) |                           |
| WTA Elite Trophy (0)       |                           |
| Tier I (0)                 | Premier Mandatory (0)     |
| Tier II (0)                | Premier 5 (0)             |
| Tier III (3)               | Premier (0)               |
| Tier IV & V (5)            | International (3)         |

| N.º | Fecha               | Torneo      | Superficie    | Oponente en la final    | Resultado        |
| --- | ------------------- | ----------- | ------------- | ----------------------- | ---------------- |
| 1.  | 21 de julio de 2001 | Palermo     | Tierra batida | Cristina Torrens Valero | 6-4, 6-4         |
| 2.  | 31 de julio de 2004 | Palermo     | Tierra batida | Flavia Pennetta         | 6-4, 6-4         |
| 3.  | 27 de mayo de 2005  | Estrasburgo | Tierra batida | Marta Domachowska       | 6-4, 6-3         |
| 4.  | 30 de julio de 2005 | Palermo     | Tierra batida | Klara Koukalova         | 6-4, 6-0         |
| 5.  | 19 de enero de 2006 | Canberra    | Dura          | Yoon-jeong Cho          | 6-4, 0-6, 6-4    |
| 6.  | 29 de julio de 2006 | Palermo     | Tierra batida | Tathiana Garbin         | 6-4, 6-4         |
| 7.  | 26 de mayo de 2007  | Estrasburgo | Tierra batida | Amélie Mauresmo         | 6-4, 4-6, 6-4    |
| 8.  | 24 de mayo de 2008  | Estrasburgo | Tierra batida | Katarina Srebotnik      | 4-6, 7-6(4), 6-0 |
| 9.  | 2 de mayo de 2009   | Fes         | Tierra batida | Yekaterina Makarova     | 6-0, 6-1         |
| 10. | 30 de abril de 2011 | Estoril     | Tierra batida | Kristina Barrois        | 6-1, 6-2         |
| 11. | 17 de julio de 2011 | Palermo     | Tierra batida | Polona Hercog           | 6-2, 6-3         |

#### Finalista (7)
- 2002: Hobart (pierde ante Martina Suchá).
- 2003: Bogotá (pierde ante Fabiola Zuluaga).
- 2006: Cantón (pierde ante Anna Chakvetadze).
- 2008: Fes (pierde ante Gisela Dulko).
- 2008: Portoroz (pierde ante Sara Errani).
- 2009: Seúl (pierde ante Kimiko Date).
- 2011: WTA Tournament of Champions (pierde ante Ana Ivanović).

### Dobles (28)
| Leyenda: Antes de 2009     | Leyenda: A partir de 2009 |
| -------------------------- | ------------------------- |
| Grand Slam (2)             |                           |
| WTA Tour Championships (0) |                           |
| Tier I (0)                 | Premier Mandatory (0)     |
| Tier II (1)                | Premier 5 (0)             |
| Tier III (3)               | Premier (2)               |
| Tier IV & V (7)            | International (13)        |

| N.º | Fecha                    | Torneo           | Superficie    | Pareja                  | Oponentes en la final                 | Resultado           |
| --- | ------------------------ | ---------------- | ------------- | ----------------------- | ------------------------------------- | ------------------- |
| 1.  | 10 de marzo de 2001      | Acapulco         | Tierra batida | María José Martínez     | Virginia Ruano Paola Suárez           | 6-4, 6-7(5), 7-5    |
| 2.  | 14 de abril de 2001      | Oporto           | Tierra batida | María José Martínez     | Alexandra Fusai Rita Grande           | 6-1, 6-7(5), 7-5    |
| 3.  | 12 de mayo de 2001       | Bol              | Tierra batida | María José Martínez     | Nadia Petrova Tina Pisnik             | 7-5, 6-4            |
| 4.  | 11 de agosto de 2001     | Basilea          | Tierra batida | María José Martínez     | Joannette Kruger Marta Marrero        | 7-6(5), 6-2         |
| 5.  | 31 de julio de 2004      | Palermo          | Tierra batida | Arantxa Sánchez Vicario | Lubomira Kurhajcova Henrieta Nagyova  | 6-3, 7-6(4)         |
| 6.  | 24 de junio de 2005      | 's-Hertogenbosch | Hierba        | Dinara Sáfina           | Iveta Benešová Nuria Llagostera       | 6-4, 2-6, 7-6(11)   |
| 7.  | 2 de octubre de 2005     | Portoroz         | Dura          | Roberta Vinci           | Jelena Kostanic Katarina Srebotnik    | 6-4, 5-7, 6-2       |
| 8.  | 5 de agosto de 2007      | Estocolmo        | Dura          | Virginia Ruano          | Chan Chin-wei Tetiana Luzhanska       | 6-1, 5-7, [10-6]    |
| 9.  | 11 de enero de 2008      | Hobart           | Dura          | Virginia Ruano          | Eleni Daniilidou Jasmin Woehr         | 6-2, 6-4            |
| 10. | 6 de junio de 2008       | Roland Garros    | Tierra batida | Virginia Ruano          | Casey Dellacqua Francesca Schiavone   | 2-6, 7-5, 6-4       |
| 11. | 2 de agosto de 2008      | Portoroz         | Dura          | Virginia Ruano          | Vera Dushevina Yekaterina Makarova    | 6-4, 6-1            |
| 12. | 28 de septiembre de 2008 | Pekín            | Dura          | Caroline Wozniacki      | Xinyun Han Xu Yifan                   | 6-1, 6-3            |
| 13. | 5 de junio de 2009       | Roland Garros    | Tierra batida | Virginia Ruano          | Victoria Azarenka Yelena Vesnina      | 6-1, 6-1            |
| 14. | 1 de mayo de 2010        | Fes              | Tierra batida | Iveta Benešová          | Lucie Hradecka Renata Voracova        | 6-3, 6-1            |
| 15. | 8 de mayo de 2010        | Estoril          | Tierra batida | Sorana Cirstea          | Vitalia Diatchenko Aurelie Vedy       | 6-1, 7-5            |
| 16. | 25 de julio de 2010      | Bad Gastein      | Tierra batida | Lucie Hradecka          | Timea Bacsinszky Tathiana Garbin      | 6-7(2), 6-1, [10-5] |
| 17. | 19 de febrero de 2011    | Bogotá           | Tierra batida | Edina Gallovits         | Sharon Fichman Laura Pous             | 2-6, 7-6(8), [11-9] |
| 18. | 10 de julio de 2011      | Budapest         | Tierra batida | Alicja Rosolska         | Natalie Grandin Vladimira Uhlirova    | 6-2, 6-2            |
| 19. | 2 de marzo de 2013       | Florianópolis    | Dura          | Yaroslava Shvédova      | Anne Keothavong Valeria Savinyj       | 6-0, 6-4            |
| 20. | 21 de junio de 2013      | 's-Hertogenbosch | Hierba        | Irina-Camelia Begu      | Dominika Cibulková Arantxa Parra      | 4-6, 7-6(3,) [11-9] |
| 21. | 21 de julio de 2013      | Bastad           | Tierra batida | Klara Zakopalova        | Alexandra Dulgheru Flavia Pennetta    | 6-1, 6-4            |
| 22. | 28 de febrero de 2014    | Florianópolis    | Dura          | Yaroslava Shvédova      | Francesca Schiavone Silvia Soler      | 7-6(1), 2-6, [10-3] |
| 23. | 6 de abril de 2014       | Charleston       | Tierra batida | Yaroslava Shvédova      | Hao-Ching Chan Yung-Jan Chan          | 7-6(4), 6-2         |
| 24. | 15 de febrero de 2015    | Amberes          | Dura (i)      | Arantxa Parra Santonja  | An-Sophie Mestach Alison Van Uytvanck | 6-4, 3-6 [10-5]     |
| 25. | 23 de mayo de 2015       | Núremberg        | Tierra batida | Hao-Ching Chan          | Lara Arruabarrena Ioana Raluca Olaru  | 6-4, 7-6(4)         |
| 26. | 27 de febrero de 2016    | Acapulco         | Dura          | Arantxa Parra           | Kiki Bertens Johanna Larsson          | 6-0, 6-4            |
| 27. | 6 de marzo de 2016       | Monterrey        | Dura          | Arantxa Parra           | Petra Martić María Sánchez            | 4-6, 7-5, [10-7]    |
| 28. | 21 de mayo de 2016       | Estrasburgo      | Tierra batida | Arantxa Parra           | María Irigoyen Chen Liang             | 6-2, 6-0            |

#### Finalista (18)
- 2001: Palermo (junto a María José Martínez pierden ante Tathiana Garbin y Janette Husárová).
- 2004: Bogotá (junto a Arantxa Parra pierden ante Barbara Schwartz y Jasmin Woehr).
- 2005: Hobart (junto a Dinara Sáfina pierden ante Zi Yan y Jie Zheng).
- 2005: París (junto a Dinara Sáfina pierden ante Iveta Benesova y Květa Peschke).
- 2005: Antwerp (junto a Dinara Sáfina pierden ante Cara Black y Els Callens).
- 2005: Roma (junto a María Kirilenko pierden ante Cara Black y Liezel Huber).
- 2006: Varsovia (junto a Katarina Srebotnik pierden ante Yelena Líjovtseva y Anastasia Mýskina).
- 2007: Hobart (junto a Virginia Ruano pierden ante Yelena Líjovtseva y Yelena Vesniná).
- 2007: Amelia Island (junto a Virginia Ruano pierden ante Mara Santangelo y Katarina Srebotnik).
- 2007: s´Hertogenbosch (junto a Virginia Ruano pierden ante Yung-jan Chan y Chia-jung Chuang).
- 2008: Juegos Olímpicos de Pekín (junto a Virginia Ruano pierden ante Serena Williams y Venus Williams).
- 2009: Marbella (junto a Virginia Ruano pierden ante Klaudia Jans y Alicja Rosolska).
- 2010: Budapest (junto a Sorana Cirstea pierden ante Timea Bacsinszky y Tathiana Garbin).
- 2012: Charleston (junto a Yaroslava Shvédova pierden ante Anastasia Pavliuchénkova y Lucie Safarova).
- 2013: New Haven (junto a Katarina Srebotnik pierden ante Sania Mirza y Jie Zheng).
- 2015: Stanford (junto a Arantxa Parra pierden ante Xu Yifan y Zheng Saisai).
- 2015: Luxemburgo (junto a Arantxa Parra pierden ante Mona Barthel y Laura Siegemund).
- 2015: WTA Elite Trophy (junto a Arantxa Parra pierden ante Chen Liang y Yafan Wang).

## Copa Hopman 2013
Copa Hopman de 2013 en Perth, sobre pista dura:  España gana en la final a  Serbia por 2 partidos a 1.
| Ronda | Fecha                   | Ganador                           | Perdedor                                | Resultado           | Eliminatoria |
| ----- | ----------------------- | --------------------------------- | --------------------------------------- | ------------------- | ------------ |
| RR    | 29 de diciembre de 2012 | Kevin Anderson                    | Fernando Verdasco                       | 7-6(5), 6-4         |              |
|       |                         | Anabel Medina                     | Chanelle Scheepers                      | 6-4, 6-2            |              |
|       |                         | Anabel Medina / Fernando Verdasco | Chanelle Scheepers / Kevin Anderson     | 6-4, 6-7(4), [10-8] | - 2-1        |
| RR    | 30 de diciembre de 2012 | Jo-Wilfried Tsonga                | Fernando Verdasco                       | 7-5, 6-3            |              |
|       |                         | Anabel Medina                     | Mathilde Johansson                      | 6-3, 6-2            |              |
|       |                         | Anabel Medina / Fernando Verdasco | Mathilde Johansson / Jo-Wilfried Tsonga | 6-3, 6-3            | - 2-1        |
| RR    | 3 de enero de 2013      | Fernando Verdasco                 | Thanasi Kokkinakis                      | 7-6(4), 6-3         |              |
|       |                         | Venus Williams                    | Anabel Medina                           | 6-3, 6-4            |              |
|       |                         | Anabel Medina / Fernando Verdasco | Venus Williams / Thanasi Kokkinakis     | 6-1, 6-3            | - 1-2        |
| F     | 5 de enero de 2013      | Novak Djokovic                    | Fernando Verdasco                       | 6-3, 7-5            |              |
|       |                         | Anabel Medina                     | Ana Ivanović                            | 6-4, 6-7(3), 6-2    |              |
|       |                         | Anabel Medina / Fernando Verdasco | Ana Ivanović / Novak Djokovic           | 6-4, 7-5            | - 1-2        |

## Clasificación histórica

### Individuales
| Torneo                 | 2000         | 2001         | 2002         | 2003         | 2004         | 2005         | 2006         | 2007         | 2008         | 2009         | 2010         | 2011         | 2012         | 2013         | 2014         | Títulos |
| ---------------------- | ------------ | ------------ | ------------ | ------------ | ------------ | ------------ | ------------ | ------------ | ------------ | ------------ | ------------ | ------------ | ------------ | ------------ | ------------ | ------- |
| Australian Open        | A            | 2R           | 4R           | 1R           | 3R           | 1R           | 1R           | 1R           | 2R           | 4R           | 1R           | 1R           | 3R           | 1R           | 1R           | 0 / 14  |
| Roland Garros          | A            | A            | A            | 1R           | 2R           | 3R           | 3R           | 4R           | 3R           | 2R           | 2R           | 2R           | 3R           | 1R           | Q2           | 0 / 11  |
| Wimbledon              | A            | 1R           | A            | A            | 1R           | 1R           | 3R           | 1R           | 3R           | 3R           | 1R           | 1R           | 2R           | 1R           | A            | 0 / 11  |
| US Open                | A            | A            | A            | 1R           | 2R           | 3R           | 1R           | 3R           | 2R           | 2R           | 1R           | 3R           | 1R           | 1R           | A            | 0 / 11  |
| WTA Tour Championships | No clasificó | No clasificó | No clasificó | No clasificó | No clasificó | No clasificó | No clasificó | No clasificó | No clasificó | No clasificó | No clasificó | No clasificó | No clasificó | No clasificó | No clasificó | 0       |

### Dobles
| Torneo                 | 2000         | 2001         | 2002         | 2003         | 2004         | 2005         | 2006         | 2007         | 2008 | 2009         | 2010         | 2011         | 2012         | 2013         | 2014         | 2015         | 2016         | 2017         | 2018         | G-P   | Títulos |
| ---------------------- | ------------ | ------------ | ------------ | ------------ | ------------ | ------------ | ------------ | ------------ | ---- | ------------ | ------------ | ------------ | ------------ | ------------ | ------------ | ------------ | ------------ | ------------ | ------------ | ----- | ------- |
| Australian Open        | A            | A            | 2R           | 1R           | 1R           | CF           | 1R           | 3R           | SF   | 3R           | 1R           | 2R           | 1R           | 1R           | 2R           | 2R           | 3R           | A            | A            | 17-15 | 0 / 15  |
| Roland Garros          | A            | 1R           | A            | A            | 1R           | 2R           | SF           | CF           | G    | G            | SF           | 3R           | 3R           | 1R           | 1R           | 3R           | 1R           | A            | 2R           | 31-13 | 2 / 15  |
| Wimbledon              | A            | 1R           | A            | A            | 1R           | 3R           | CF           | 3R           | 3R   | SF           | 1R           | 2R           | 1R           | 1R           | 3R           | 3R           | 3R           | A            | A            | 20-14 | 0 / 14  |
| US Open                | A            | 1R           | A            | A            | 2R           | 1R           | A            | 3R           | SF   | 3R           | 2R           | 3R           | SF           | 3R           | 2R           | 2R           | A            | A            | 1R           | 20-13 | 0 / 13  |
| WTA Tour Championships | No clasificó | No clasificó | No clasificó | No clasificó | No clasificó | No clasificó | No clasificó | No clasificó | SF   | No clasificó | No clasificó | No clasificó | No clasificó | No clasificó | No clasificó | No clasificó | No clasificó | No clasificó | No clasificó | 0-1   | 0 / 1   |